# Albertina Martínez Burgos
Albertina Mariana Martínez Burgos (Los Ángeles, 14 de marzo de 1981 - Santiago de Chile, 21 de noviembre de 2019) fue una fotoperiodista chilena.

## Biografía
Fue una fotógrafa independiente y también trabajó como asistente de iluminación en el canal televisivo local Megavisión. A lo largo de su carrera documentó la violencia hacia las mujeres durante las protestas de Chile de 2019.
El 21 de noviembre de 2019 fue hallada muerta en su domicilio, apuñalada y golpeada, después de participar en una protesta. Su equipo fotográfico con las fotos tomadas ese día, su computador y su celular fueron sustraídos.
Una semana después del asesinato, su hermana Priscila Martínez, declaró en una entrevista que Albertina no fue nunca una activista política, ni ejercía como fotógrafa de prensa, y que el crimen político era una noticia falsa, aunque simpatizaba con el movimiento feminista.
La organización Reporteros Sin Fronteras (RSF) pidió la investigación sobre el homicidio. La organización Ni Una Menos exigió que se esclareciesen las causas de su muerte: "No olvidemos su nombre, no olvidemos su rostro.”
En febrero de 2020 detuvieron al presunto autor del asesinato de Albertina Martínez que pasó a prisión preventiva y será procesado por homicidio y robo. La Fiscalía Metropolitana Centro Norte descartó que la motivación del crimen fuese política.